# Opel Monza
Opel Monza (укр. Опель Монца) — задньоприводне спортивне купе німецького автовиробника Opel, що виготовлялось в період з лютого 1978 по червень 1986 рік. Автомобіль являв собою трьохдверну версію купе моделі Opel Senator A відбувається, а також випробували ту ж саму реконструкцію.

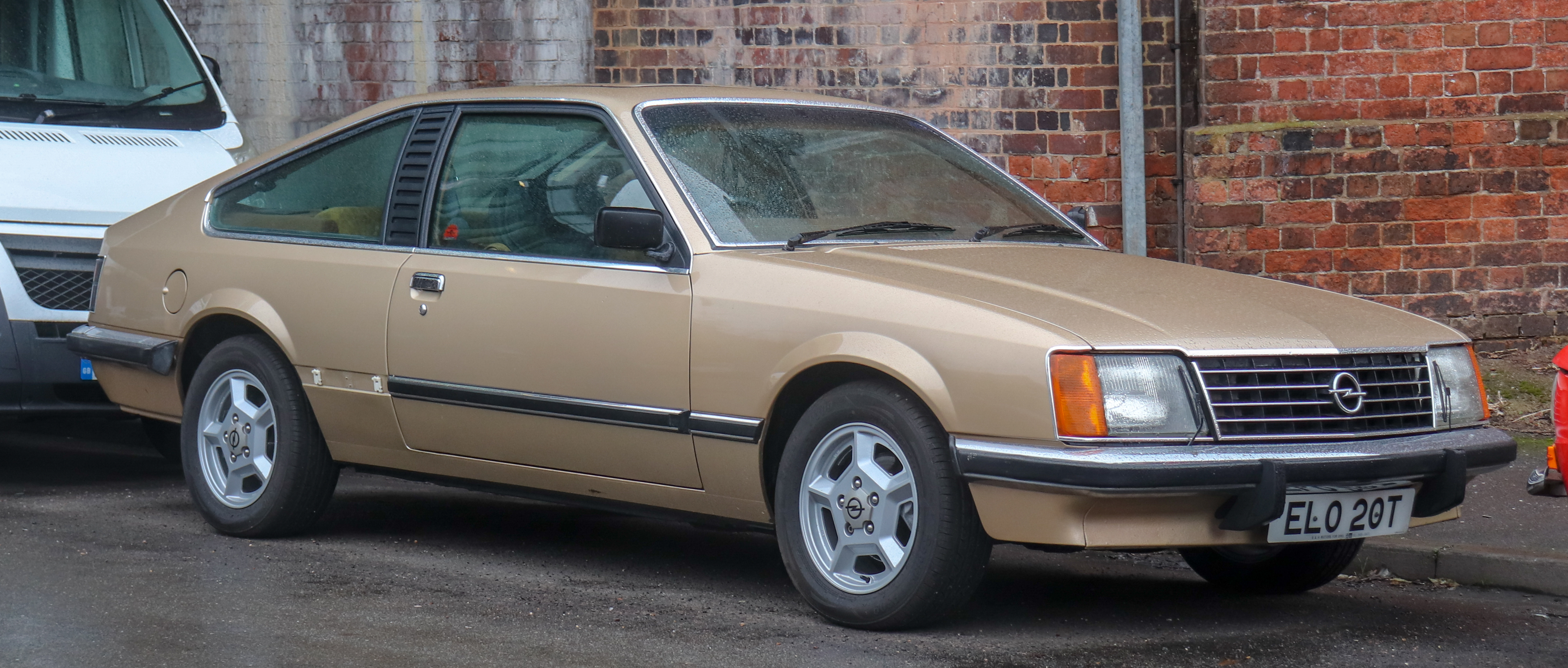
Opel Monza (1978-1982)

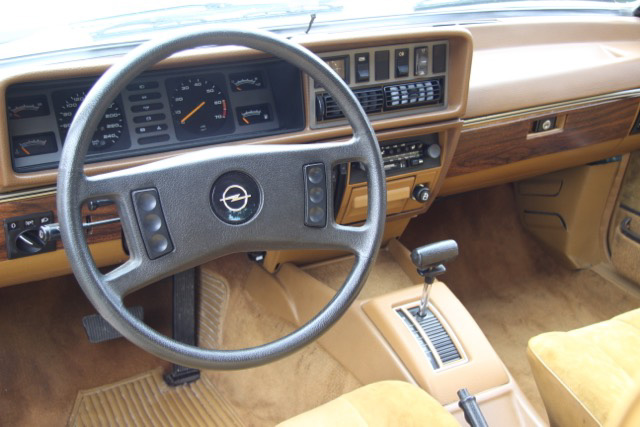
Салон Opel Monza

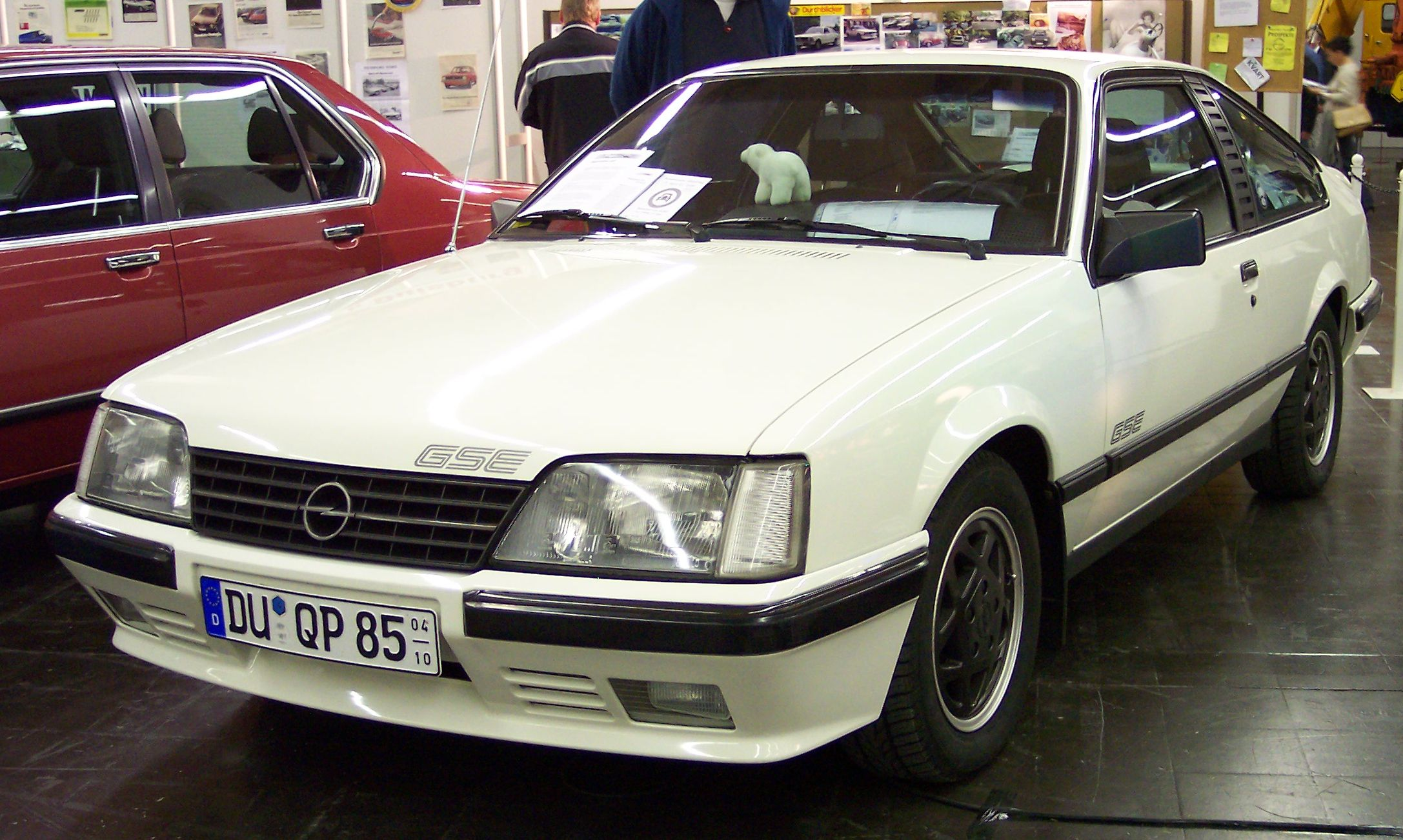
Opel Monza GSE

Opel Monza збудовано на базі моделей серії Rekord E і Commodore C.
У Великій Британії модель продавалася під назвою Vauxhall Royale Coupé.
Двигуни представляли собою модернізовані версії двигунів моделі Commodore. Це були рядні шестициліндрові верхньовальні двигуни з двома клапанами на циліндр. Monza з двигуном 3.0 була найшвидшим автомобілем в модельному ряду Опеля - 215 км/год максимальної швидкості і розгін до 100 км/год за 8,5 секунд.
У 1982 році автомобіль був модернізований. У Великій Британії автомобіль продавався як Opel Monza.
Зовнішні зміни при рейстайлінг включали установку більших фар зміненої форми і матову чорну обробку замість хромування. Салон також був трохи видозмінений. Стали доступні чотирициліндрові двигуни моделі Rekord об'ємом 2,0 і 2,2 літра. Шестициліндровий двигун об'ємом 2,5 літра, 2.5E, отримав систему уприскування палива Bosch. Виробництво 2,8-літрового двигуна 2.8S було припинено, трилітровий 3.0E так само отримав систему уприскування Bosch.
На базі Monza цього покоління випускалася спортивна модифікація Opel Monza GSE, що мала спойлер на багажнику, сидіння Recaro, цифрову комбінацію приладів і чорний інтер'єр з поліпшеним оформленням.
Всього було випущено 47,008 автомобілів моделі Monza. Адекватної заміни для цієї моделі після зняття її з виробництва не було, хоча концептуально її продовженням можна вважати Lotus Carlton/Lotus Omega. Наступним же Опелем з кузовом купе стала більш компактна модель Opel Calibra.

## Двигуни
| Monza  | Monza       | Monza    | Monza                            | Monza              | Monza           |
| Модель | Тип двигуна | Об'єм    | Потужність                       | Крутний момент     | Роки випуску    |
| ------ | ----------- | -------- | -------------------------------- | ------------------ | --------------- |
| 2.0 E  | Рядний-4    | 1979 см³ | 85 kW (115 к.с.) при 5600 об/хв  | 160 при 4200 об/хв | 11/1982–10/1984 |
| 2.2 i  | Рядний-4    | 2197 см³ | 85 kW (115 к.с.) при 4800 об/хв  | 182 при 2600 об/хв | 10/1984–06/1986 |
| 2.5 E  | Рядний-6    | 2490 см³ | 100 kW (136 к.с.) при 5600 об/хв | 185 при 4600 об/хв | 05/1981–10/1984 |
| 2.5 i  | Рядний-6    | 2490 см³ | 103 kW (140 к.с.) при 5200 об/хв | 205 при 4000 об/хв | 10/1984–06/1986 |
| 2.8 S  | Рядний-6    | 2784 см³ | 103 kW (140 к.с.) при 5200 об/хв | 218 при 3500 об/хв | 02/1978–04/1981 |
| 3.0 S  | Рядний-6    | 2969 см³ | 110 kW (150 к.с.) при 5200 об/хв | 230 при 3400 об/хв | 02/1978–07/1982 |
| 3.0 E  | Рядний-6    | 2969 см³ | 132 kW (180 к.с.) при 5800 об/хв | 243 при 4500 об/хв | 02/1978–06/1986 |
| 3.0 i  | Рядний-6    | 2969 см³ | 115 kW (156 к.с.) при 5600 об/хв | 225 при 4200 об/хв | 09/1985–06/1986 |